# Wagneria cunctans
Wagneria cunctans är en tvåvingeart som först beskrevs av Johann Wilhelm Meigen 1824.  Wagneria cunctans ingår i släktet Wagneria och familjen parasitflugor. Arten är reproducerande i Sverige. Inga underarter finns listade i Catalogue of Life.